# Spandauer Sport-Verein 1894 1975-1976
Questa voce raccoglie le informazioni riguardanti lo Spandauer Sport-Verein 1894 nelle competizioni ufficiali della stagione 1975-1976.

## Stagione
Nella stagione 1975-1976 lo Spandau, allenato da Fritz Martin, concluse il campionato di 2. Bundesliga al 20º posto. In Coppa di Germania lo Spandau fu eliminato al secondo turno dal Pirmasens.

## Rosa
| N. |                     | Ruolo | Calciatore               |
| -- | ------------------- | ----- | ------------------------ |
|    | Germania (bandiera) | P     | Ulrich Bechem            |
|    | Germania (bandiera) | P     | Dieter Rex               |
|    | Germania (bandiera) | D     | Günter Bremekamp         |
|    | Germania (bandiera) | D     | Lothar Groß              |
|    | Germania (bandiera) | D     | Peter Kuschke            |
|    | Germania (bandiera) | D     | Frank-Michael Marczewski |
|    | Germania (bandiera) | D     | Joachim Nikolaus         |
|    | Germania (bandiera) | D     | Detlef Schubert          |
|    | Germania (bandiera) | C     | Michael Domaier          |
|    | Germania (bandiera) | C     | Bernd Frati              |
|    | Germania (bandiera) | C     | Hans-Jürgen Goy          |

| N. |                     | Ruolo | Calciatore          |
| -- | ------------------- | ----- | ------------------- |
|    | Germania (bandiera) | C     | Horst Köhler        |
|    | Germania (bandiera) | C     | Wolfgang Koschinski |
|    | Germania (bandiera) | C     | Ralf Ressel         |
|    | Germania (bandiera) | C     | Jürgen Suchanek     |
|    | Germania (bandiera) | C     | Holger Zippel       |
|    | Germania (bandiera) | A     | Peter Heinrich      |
|    | Germania (bandiera) | A     | Michael Hornig      |
|    | Germania (bandiera) | A     | Helmut Kosmehl      |
|    | Germania (bandiera) | A     | Manfred Schwarze    |
|    | Germania (bandiera) | A     | Peter Wolf          |

## Organigramma societario
Area tecnica
- Allenatore: Fritz Martin
- Allenatore in seconda:
- Preparatore dei portieri:
- Preparatori atletici:

## Calciomercato

### Sessione estiva
| Acquisti | Acquisti        | Acquisti       | Acquisti |
| R.       | Nome            | da             | Modalità |
| -------- | --------------- | -------------- | -------- |
| C        | Horst Köhler    | Rapide Wedding |          |
| C        | Jürgen Suchanek | Wolfsburg      |          |
| C        | Holger Zippel   | Wormatia Worms |          |

| Cessioni | Cessioni | Cessioni | Cessioni |
| R.       | Nome     | a        | Modalità |
| -------- | -------- | -------- | -------- |

### Sessione invernale
| Acquisti | Acquisti | Acquisti | Acquisti |
| R.       | Nome     | da       | Modalità |
| -------- | -------- | -------- | -------- |

| Cessioni | Cessioni | Cessioni | Cessioni |
| R.       | Nome     | a        | Modalità |
| -------- | -------- | -------- | -------- |

## Risultati

### 2. Bundesliga

#### Girone di andata
| Arbitro: | Oltmann |

|                                    |           |                                                                               |
| Marczewski 60’ Schwarze 70’ (rig.) | Marcatori | 17’, 38’ Richter 27’ Goldbach 30’ Evenkamp 57’ (rig.) Kohle 59’ Lenz 69’ Lehr |

| Arbitro: | Richter |

|                                                          |           |  |
| Kipp 8’, 41’, 64’ Grünther 32’ Pleyer 40’ Moors 70’, 72’ | Marcatori |  |

| Arbitro: | Rögner |

|               |           |                                                     |
| Bremekamp 65’ | Marcatori | 2’, 50’ Fock 10’ Schiller 67’ Neumann 79’ Marsollek |

| Arbitro: | Lüling |

|                      |           |               |
| Schumann 7’ Marx 35’ | Marcatori | 29’ Bremekamp |

| Arbitro: | Zittrich |

|  |           |             |
|  | Marcatori | 83’ Riepert |

| Arbitro: | Sommershoff |

|                                             |           |  |
| Bremekamp 66’ (aut.) Kacmierczak 87’ (rig.) | Marcatori |  |

| Arbitro: | Leyding |

|              |           |                             |
| Schwarze 58’ | Marcatori | 13’ Lienen 28’, 54’ Peitsch |

| Arbitro: | Hilker |

|                                        |           |         |
| Koch 3’ (rig.) Wittfoht 63’ Schock 81’ | Marcatori | 58’ Goy |

| Arbitro: | Halfter |

|                                  |           |                                 |
| Heinrich 72’ Schwarze 89’ (rig.) | Marcatori | 34’ (rig.), 44’ John 76’ Müller |

| Arbitro: | Brückner |

|                                    |           |                          |
| Eggert 65’ Subklewe 76’ Jakobs 80’ | Marcatori | 17’ Ressel 47’ Bremekamp |

| Arbitro: | Gabriel |

|              |           |                                |
| Schwarze 74’ | Marcatori | 8’ Fanz 33’, 89’ Götz 44’ Jung |

| Arbitro: | Fork |

|                                                                          |           |              |
| Osieck 12’, 41’ Eilenfeldt 32’ Greiffendorf 53’ Wilbertz 57’, 82’ (rig.) | Marcatori | 62’ Schwarze |

| Arbitro: | Barnick |

|            |           |                                         |
| Zippel 34’ | Marcatori | 19’ Mertes 31’ Klohs 56’, 78’ Kucharski |

| Arbitro: | Holste |

|                          |           |  |
| Hartl 13’ Huber 40’, 88’ | Marcatori |  |

| Arbitro: | Gremmler |

|                     |           |            |
| Schwarze 62’ (rig.) | Marcatori | 53’ Horsch |

| Arbitro: | Schön |

|                                                |           |  |
| Roggensack 29’ Bruchhagen 60’, 66’ Rudloff 79’ | Marcatori |  |

| Arbitro: | Eggert |

|              |           |                                         |
| Heinrich 69’ | Marcatori | 16’ Müller 25’ Ludwig 57’ (rig.) Otters |

| Arbitro: | Niemann |

|                                                  |           |                |
| Walter 14’, 52’, 85’ Koschmieder 18’ Schramm 69’ | Marcatori | 64’ Koschinski |

| Arbitro: | Eggers |

|  |           |                                               |
|  | Marcatori | 19’ Wolf 63’ Plaggemeyer 66’ Zindel 84’ Hayer |

#### Girone di ritorno
| Arbitro: | Milkert |

|                     |           |         |
| Lehr 30’ Arenth 56’ | Marcatori | 16’ Goy |

| Arbitro: | Glasneck |

|                |           |                             |
| Koschinski 32’ | Marcatori | 51’ Kaczor 70’ (rig.) Fuchs |

| Arbitro: | Lutz |

|                                                           |           |              |
| Neumann 27’ (rig.), 44’, 60’ (rig.) Hansen 49’ Höfert 67’ | Marcatori | 78’ Schwarze |

| Arbitro: | Oltmann |

|              |           |  |
| Heinrich 42’ | Marcatori |  |

| Arbitro: | Teichert |

|                                |           |            |
| Leufgen 13’ Nabrotzki 83’, 85’ | Marcatori | 43’ Zippel |

| Arbitro: | Gremmler |

|  |           |                           |
|  | Marcatori | 22’ Kerkemeier 49’ Elgert |

| Arbitro: | Zittrich |

|           |           |  |
| Graul 82’ | Marcatori |  |

| Arbitro: | Richter |

|              |           |  |
| Heinrich 28’ | Marcatori |  |

| Arbitro: | Topolewski |

|                    |           |              |
| Lindner 74’ (rig.) | Marcatori | 52’ Suchanek |

| Arbitro: | Meijerink |

|  |           |                                                            |
|  | Marcatori | 5’ Bittlmayer 30’, 84’ Subklewe 32’ Stolzenburg 82’ Schulz |

| Arbitro: | Lüling |

|                           |           |  |
| Götz 37’ Budde 61’ (rig.) | Marcatori |  |

| Arbitro: | Hanschke |

|                                                 |           |                                         |
| Schubert 21’ Hornig 34’ Zippel 37’ Suchanek 78’ | Marcatori | 2’, 51’, 58’ Bone 53’ Spazier 83’ Heldt |

| Arbitro: | Bartnick |

|             |           |              |
| Hermann 23’ | Marcatori | 60’ Suchanek |

| Arbitro: | Kaiser |

|              |           |                       |
| Schwarze 87’ | Marcatori | 15’ Schildt 84’ Geyer |

| Arbitro: | Rieb |

|                               |           |  |
| Babington 19’, 58’ Krause 52’ | Marcatori |  |

| Arbitro: | Basedow |

|            |           |             |
| Hornig 82’ | Marcatori | 67’ Rudloff |

| Arbitro: | Wichmann |

|                                         |           |                         |
| Ludwig 24’ Campbell 35’, 69’ Müller 73’ | Marcatori | 30’ Heinrich 79’ Hornig |

| Arbitro: | Heitmann |

|  |           |                 |
|  | Marcatori | 49’, 87’ Walter |

| Arbitro: | Kopka |

|                                                   |           |                 |
| Hübner 15’ Hayer 41’ Plaggemeyer 55’ Krawczyk 76’ | Marcatori | 85’ (rig.) Groß |

### Coppa di Germania
| Arbitro: | Gremmler |

|                             |           |            |
| Marczewski 53’ Schwarze 76’ | Marcatori | 41’ Surray |

| Arbitro: | Luca |

|                                                            |           |              |
| Müller 5’ Gentes 8’ Beichle 12’, 37’, 44’, 69’ Nielsen 67’ | Marcatori | 53’ Schwarze |

## Statistiche

### Statistiche di squadra
| Competizione      | Punti | In casa | In casa | In casa | In casa | In casa | In casa | In trasferta | In trasferta | In trasferta | In trasferta | In trasferta | In trasferta | Totale | Totale | Totale | Totale | Totale | Totale | DR  |
| Competizione      | Punti | G       | V       | N       | P       | Gf      | Gs      | G            | V            | N            | P            | Gf           | Gs           | G      | V      | N      | P      | Gf     | Gs     | DR  |
| ----------------- | ----- | ------- | ------- | ------- | ------- | ------- | ------- | ------------ | ------------ | ------------ | ------------ | ------------ | ------------ | ------ | ------ | ------ | ------ | ------ | ------ | --- |
| 2. Bundesliga     | 8     | 19      | 2       | 2       | 15      | 19      | 54      | 19           | 0            | 2            | 17           | 14           | 61           | 38     | 2      | 4      | 32     | 33     | 115    | -82 |
| Coppa di Germania | -     | 1       | 1       | 0       | 0       | 2       | 1       | 1            | 0            | 0            | 1            | 1            | 7            | 2      | 1      | 0      | 1      | 3      | 8      | -5  |
| Totale            | 8     | 20      | 3       | 2       | 15      | 21      | 55      | 20           | 0            | 2            | 18           | 15           | 68           | 40     | 3      | 4      | 33     | 36     | 123    | -87 |

### Andamento in campionato
| Giornata  | 1  | 2  | 3  | 4  | 5  | 6  | 7  | 8  | 9  | 10 | 11 | 12 | 13 | 14 | 15 | 16 | 17 | 18 | 19 | 20 | 21 | 22 | 23 | 24 | 25 | 26 | 27 | 28 | 29 | 30 | 31 | 32 | 33 | 34 | 35 | 36 | 37 | 38 |
| --------- | -- | -- | -- | -- | -- | -- | -- | -- | -- | -- | -- | -- | -- | -- | -- | -- | -- | -- | -- | -- | -- | -- | -- | -- | -- | -- | -- | -- | -- | -- | -- | -- | -- | -- | -- | -- | -- | -- |
| Luogo     | C  | T  | C  | T  | C  | T  | C  | T  | C  | T  | C  | T  | C  | T  | C  | T  | C  | T  | C  | T  | C  | T  | C  | T  | C  | T  | C  | T  | C  | T  | C  | T  | C  | T  | C  | T  | C  | T  |
| Risultato | P  | P  | P  | P  | P  | P  | P  | P  | P  | P  | P  | P  | P  | P  | N  | P  | P  | P  | P  | P  | P  | P  | V  | P  | P  | P  | V  | N  | P  | P  | P  | N  | P  | P  | N  | P  | P  | P  |
| Posizione | 20 | 20 | 20 | 20 | 20 | 20 | 20 | 20 | 20 | 20 | 20 | 20 | 20 | 20 | 20 | 20 | 20 | 20 | 20 | 20 | 20 | 20 | 20 | 20 | 20 | 20 | 20 | 20 | 20 | 20 | 20 | 20 | 20 | 20 | 20 | 20 | 20 | 20 |

Legenda:

Luogo: C = Casa; T = Trasferta. Risultato: V = Vittoria; N = Pareggio; P = Sconfitta.

### Statistiche dei giocatori
| Giocatore     | 2. Bundesliga | 2. Bundesliga | 2. Bundesliga | 2. Bundesliga | Coppa di Germania | Coppa di Germania | Coppa di Germania | Coppa di Germania | Totale   | Totale | Totale      | Totale     |
| Giocatore     | Presenze      | Reti          | Ammonizioni   | Espulsioni    | Presenze          | Reti              | Ammonizioni       | Espulsioni        | Presenze | Reti   | Ammonizioni | Espulsioni |
| ------------- | ------------- | ------------- | ------------- | ------------- | ----------------- | ----------------- | ----------------- | ----------------- | -------- | ------ | ----------- | ---------- |
| U. Bechem     | 38            | 0             | 1             | 0             | 1                 | 0                 | 0                 | 0                 | 39       | 0      | 1           | 0          |
| G. Bremekamp  | 15            | 3             | 1             | 0             | 2                 | 0                 | 0                 | 0                 | 17       | 3      | 1           | 0          |
| M. Domaier    | 18            | 0             | 0             | 0             | 2                 | 0                 | 0                 | 0                 | 20       | 0      | 0           | 0          |
| B. Frati      | 6             | 0             | 0             | 0             | 0                 | 0                 | 0                 | 0                 | 6        | 0      | 0           | 0          |
| H. Goy        | 26            | 2             | 0             | 0             | 1                 | 0                 | 0                 | 0                 | 27       | 2      | 0           | 0          |
| L. Groß       | 21            | 1             | 1             | 0             | 2                 | 0                 | 0                 | 0                 | 23       | 1      | 1           | 0          |
| P. Heinrich   | 37            | 5             | 0             | 0             | 2                 | 0                 | 0                 | 0                 | 39       | 5      | 0           | 0          |
| M. Hornig     | 32            | 3             | 0             | 0             | 2                 | 0                 | 0                 | 0                 | 34       | 3      | 0           | 0          |
| W. Koschinski | 31            | 2             | 2             | 0             | 2                 | 0                 | 0                 | 0                 | 33       | 2      | 2           | 0          |
| H. Kosmehl    | 2             | 0             | 0             | 0             | 0                 | 0                 | 0                 | 0                 | 2        | 0      | 0           | 0          |
| P. Kuschke    | 38            | 0             | 5             | 0             | 2                 | 0                 | 1                 | 0                 | 40       | 0      | 6           | 0          |
| H. Köhler     | 18            | 0             | 0             | 0             | 1                 | 0                 | 0                 | 0                 | 19       | 0      | 0           | 0          |
| F. Marczewski | 36            | 1             | 2             | 0             | 2                 | 1                 | 0                 | 0                 | 38       | 2      | 2           | 0          |
| J. Nikolaus   | 15            | 0             | 1             | 0             | 0                 | 0                 | 0                 | 0                 | 15       | 0      | 1           | 0          |
| R. Ressel     | 27            | 1             | 2             | 0             | 2                 | 0                 | 0                 | 0                 | 29       | 1      | 2           | 0          |
| D. Rex        | 0             | 0             | 0             | 0             | 1                 | 0                 | 0                 | 0                 | 1        | 0      | 0           | 0          |
| D. Schubert   | 29            | 1             | 5             | 0             | 1                 | 0                 | 0                 | 0                 | 30       | 1      | 5           | 0          |
| M. Schwarze   | 36            | 8             | 6             | 0             | 2                 | 2                 | 0                 | 0                 | 38       | 10     | 6           | 0          |
| J. Suchanek   | 26            | 3             | 8             | 0             | 0                 | 0                 | 0                 | 0                 | 26       | 3      | 8           | 0          |
| P. Wolf       | 2             | 0             | 0             | 0             | 0                 | 0                 | 0                 | 0                 | 2        | 0      | 0           | 0          |
| H. Zippel     | 27            | 3             | 3             | 0             | 1                 | 0                 | 0                 | 0                 | 28       | 3      | 3           | 0          |